# 喬瓦尼·巴蒂斯塔·文丘里
乔瓦尼·巴蒂斯塔·文丘里（英語：Giovanni Battista Venturi，1746年9月11日—1822年9月10日）是意大利物理学家、学者、文学家、外交官和科学史学家。 他是文丘里效应的发现者，该效应于 1797 年在他的《流体运动横向传播原理应用于解释不同水力现象的实验研究》中被威廉·尼科尔森翻译成英文描述为 “关于流体运动横向传播原理的实验研究”，并于 1836 年在 Thomas Tredgold 的水力学论文中发表。 由于这一发现，他是文丘里管、文丘里流量计和文丘里泵的同名拥有者。

## 个人事业
乔瓦尼出生于意大利雷焦艾米利亚省的比比亚诺，是拉格朗日和拉普拉斯的同时代人，也是拉扎罗·斯帕兰扎尼的学生。1769 年，他 23 岁时被任命为神父，同年被任命为雷焦艾米利亚神学院的逻辑教师，此前他曾在那里接受过教育。1774年，他成为摩德纳大学的几何和哲学教授。他后来在摩德纳公爵手下担任公爵数学家、国家工程师和审计师。作为国家工程师，他负责桥梁建设、河道整治、沼泽地排水，以及制定国家大坝建设法规。1786 年，他被任命为摩德纳大学的实验物理学教授，在那里他组织了一个实验室，为其配备了最先进的设备。在此期间，他还完成了摩德纳镇的历史回忆录，该回忆录在被任命的历史学家吉罗拉莫·蒂拉博斯基去世后尚未完成。

## 流体器械研究

Venturi effect: the pressure in the first measuring tube (1) is higher than at the second (2), and the fluid speed at "1" is lower than at "2", because the cross-sectional area at "1" is greater than at "2".

文丘里作为摩德纳公爵派出的代表团秘书前往巴黎，与最高行政委员会进行谈判。在谈判不成功后，他在那里呆了一年半，以提高他的物理和化学知识。 在巴黎期间，他结识了一些当时最有学问的学者，如Georges Cuvier、René Just Haüy、Jean-Baptiste Biot、Jérôme Lalande、Gaspard Monge、Pierre-Simon Laplace等等。 他还发表了几篇论文，包括 1797 年著名的“文丘里效应”论文。然而，直到 1888 年，Clemens Herschel获得了第一个文丘里管商业模型的专利，文丘里管的设计才被应用到实际设备中。紧随其后的是 1926 年塞西尔·阿格勒 (Cecil Aggeler) 的学士论文“文丘里式电流表的设计”。

## 作为科学史学家
文丘里的另一篇论文展示了他作为科学史学家的能力。在 1797 年的小册子 Essai sur les ouvrages physico-mathématiques de Léonard de Vinci 中，他第一个提出了莱昂纳多·达·芬奇作为科学家而非艺术家的重要性。他还与他一起从事液压技术方面的工作。他们被认为是第一个研究摩擦学的人。
巴黎天文台台长杰罗姆·拉朗德（Jérôme Lalande）向拿破仑·波拿巴将军称赞文丘里是“最有能力为意大利带来声誉并在那里建造有用的水厂并在数学和物理方面做得很好的人”，并称赞他在土木工程和军事建筑艺术。文丘里神父利用拿破仑的影响和保护来挫败他的国家那些试图将他从大学职位上赶下台的人的阴谋。波拿巴任命他为法团成员、摩德纳军事学院教授和荣誉军团骑士。不利的政治影响使文丘里历经沧桑，甚至入狱。但在征服意大利之后，第一领事拿破仑给了他一个帕维亚大学教授的职位，并为他分配了几个外交使团。文丘里还继续将他的工程专业知识应用于矿山工作和水力建设。

文丘里管中的流体流动示意图

后来，他被任命为赫尔维特联邦的外交代表，并在瑞士度过了十二年。由于健康状况不佳，他于 1813 年退休，并获得了拿破仑皇帝最高规模的养老金。回到雷焦后，他着手出版许多科学和文学作品。1814 年，文丘里写了 Commentarj sopra la storia e le teorie dell' ottica（关于光学历史和理论的评论），其中包括亚历山大英雄关于屈光度的论文，并在 1818 年至 1821 年期间编辑、编辑和出版了许多伽利略的手稿和信件在 Memorie e lettere inedite finora o disperse di Galileo Galilei, ordinate e illustrate con annotazioni 中。他也是第一位承认达芬奇摩擦学工作的作者，发表了对达芬奇的一些笔记本的评论，这些笔记本写于 1493-4 至 1515 年间，在拿破仑征服意大利北部后，这些笔记本已从米兰的安布罗西斯图书馆转移到巴黎。
文丘里于 1822 年 4 月在雷焦艾米利亚去世，享年 76 岁。

## 研究成果

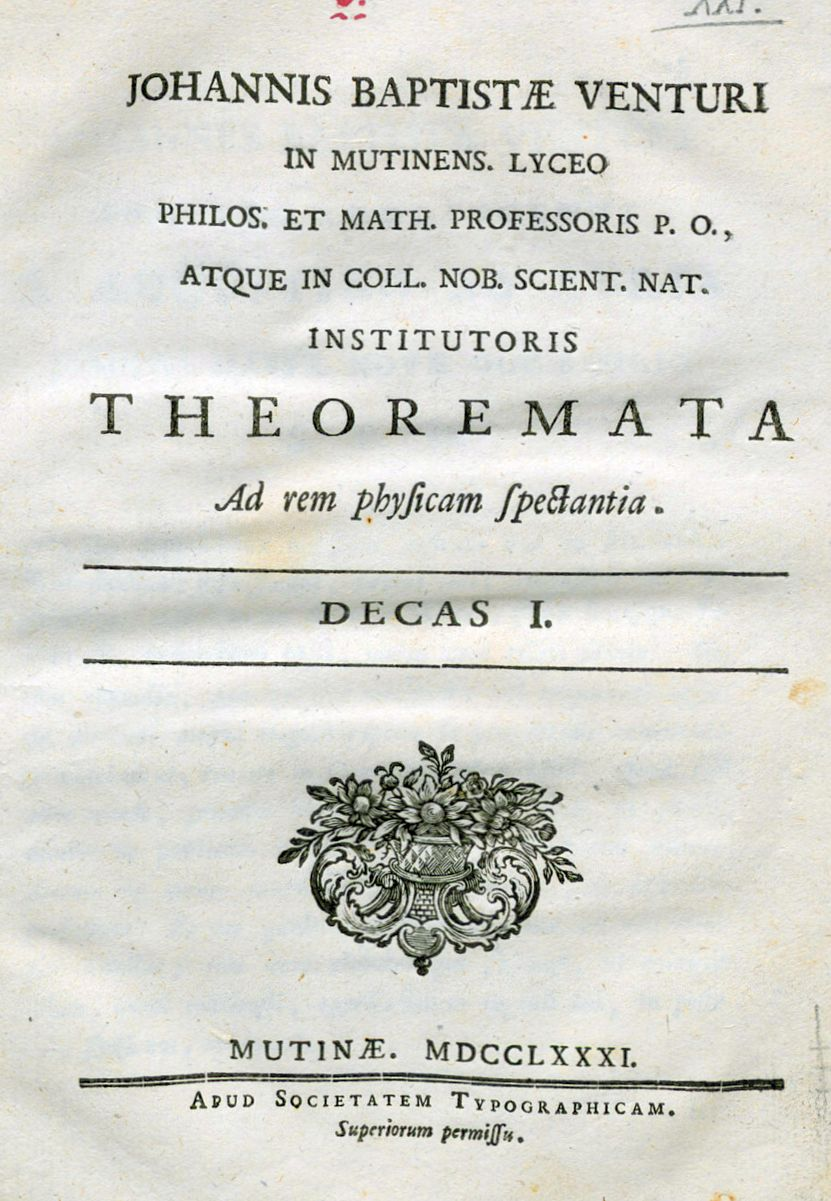
Theoremata ad rem physicam spectantia, 1781

- . Modena: Società tipografica. 1781 （拉丁语）.
- . Milano: Tipografia nazionale. 1797 （意大利语）.

## 延伸阅读
- 流体器械
- 液压系统